# Eosinofiele granulocyt

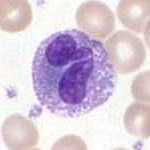
eosinofiele granulocyt

Een eosinofiele granulocyt is een witte bloedcel die wordt gekenmerkt door relatief grote, regelmatig gevormde korrels (granula) in het cytoplasma die bij histologische kleuring helderoranje van kleur zijn.
Meestal is er een tweelobbige celkern, die niet door de korrels bedekt wordt. Een eosinofiele granulocyt behoort tot de polymorfonucleaire groep (veelvormige kern, in dit geval tweelobbig) en behoort ook tot de granulocyten, omdat het specifieke granula bevat. Een agranulocyt kan ook granula bevatten, alleen deze zijn altijd niet-specifiek (in dit geval dus niet aan de orde). In normaal bloed worden regelmatig eosinofiele granulocyten gezien (1-5%).
De belangrijkste functie van eosinofiele granulocyten is het vernietigen van parasieten. Dit doen ze door eerst aan de parasiet te binden en vervolgens de celwand te beschadigen door middel van oxidatieve reacties. Daarnaast ruimt hij ook antigeen-antilichaamcomplex op. De korrels (granula) bevatten vele cytotoxische eiwitten, zoals spermine en major basic protein, een stof die toxisch is voor parasieten.
Naast deze nuttige functie in het lichaam is de eosinofiele granulocyt ook betrokken bij de pathogenese van allergische reacties, zoals allergisch astma, eosinofiele oesofagitis, rinitis en dermatitis. Dit komt doordat er een systemische respons optreedt. Bij deze respons komen ontstekingsmediatoren (IL-1, IL-6 en TNF-alpha) in de bloedbaan terecht en zullen ze een allergische reactie op gang brengen. IL-5 activeert de eosinofielen. Eosinofiele granulocyten ontstaan net als neutrofiele granulocyten uit hematopoëtische stamcellen in het beenmerg. Onder invloed van cytokinen ontwikkelen ze zich tot volwassen cellen.

## Overzichthematopoëtische stamcelrode beenmerg
| Hematopoëse            | Hematopoëse          | Hematopoëse            | Hematopoëse | Hematopoëse | Hematopoëse | Hematopoëse | Hematopoëse | Hematopoëse     | Hematopoëse    |
| ---------------------- | -------------------- | ---------------------- | ----------- | ----------- | ----------- | ----------- | ----------- | --------------- | -------------- |
| Leukopoëse             | Leukopoëse           | Leukopoëse             | Leukopoëse  | Leukopoëse  | Leukopoëse  | Leukopoëse  | Leukopoëse  | Erytropoëse     | Trombopoëse    |
| Myeloblast             | Myeloblast           | Myeloblast             | Monoblast   | Lymfoblast  | Lymfoblast  | Lymfoblast  |             | Pro-erytroblast | Megakaryoblast |
| Myeloblast             | Myeloblast           | Myeloblast             | Monoblast   | Lymfoblast  | Lymfoblast  | Lymfoblast  | Erytroblast |                 | Megakaryoblast |
| Myeloblast             | Myeloblast           | Myeloblast             | Monoblast   | Lymfoblast  | Lymfoblast  | Lymfoblast  | Normoblast  |                 | Megakaryoblast |
| Promyelocyt            | Promyelocyt          | Promyelocyt            | Monocyt     | Lymfocyt    | Lymfocyt    | Lymfocyt    | Reticulocyt | Megakaryocyt    |                |
| Neutrofiele granulocyt | Basofiele granulocyt | Eosinofiele granulocyt | Macrofaag   | B-cel       | T-cel       | NK-cel      | Mastocyt    | Erytrocyt       | Trombocyt      |